# Szermierka na Letnich Igrzyskach Olimpijskich 1908
Szermierka na IV Letnich Igrzyskach Olimpijskich w Londynie odbywała się w dniach 17-24 lipca 1908 roku. Zawody rozgrywano na terenie Wystawy Franko-Brytyjskiej, zorganizowanej w pobliżu White City Stadium z okazji podpisania entente cordiale.

## Klasyfikacja medalowa
| Lp. | Państwo         | złoto | srebro | brąz | Razem |
| --- | --------------- | ----- | ------ | ---- | ----- |
| 1   | Francja         | 2     | 1      | 1    | 4     |
| 2   | Węgry           | 2     | 1      | 0    | 3     |
| 3   | Wielka Brytania | 0     | 1      | 0    | 1     |
| 3   | Włochy          | 0     | 1      | 0    | 1     |
| 5   | Bohemia         | 0     | 0      | 2    | 2     |
| 6   | Belgia          | 0     | 0      | 1    | 1     |

## Medaliści
| Złoto | Srebro | Brąz |
| Szpada indywidualnie | | |
| Gaston Alibert | Alexandre Lippmann                                                                                             | Eugène Olivier |
| Szpada drużynowo | | |
| Francja Gaston Alibert · Bernard Gravier · Alexandre Lippmann · Eugène Olivier · Herman Georges Berger · Charles Collignon · Jean Stern | Wielka Brytania Edgar Amphlett · Leaf Daniell · Cecil Haig · Martin Holt · Robert Montgomerie · Edgar Seligman | Belgia Paul Anspach · Fernand Bosmans · Fernand de Montigny · François Rom · Victor Willems · Désiré Beaurain · Ferdinand Feyerick |
| Szabla indywidualnie | | |
| Jenő Fuchs | Béla Zulawszky                                                                                                 | Vilém Goppold von Lobsdorf |
| Szabla drużynowo | | |
| Węgry Jenő Fuchs · Oszkár Gerde · Péter Tóth · Lajos Werkner · Dezső Földes                                                             | Włochy Riccardo Nowak · Alessandro Pirzio Biroli · Abelardo Olivier · Marcello Bertinetti · Sante Ceccherini   | Bohemia Vilém Goppold von Lobsdorf · František Dušek · Vlastimil Lada-Sázavský · Otakar Lada · Bedřich Schejbal                    |

## Uczestnicy
Udział wzięło 131 szermierzy z 14 krajów.

- Austria (1)
- Belgia  (18)
- Bohemia  (7)
- Kanada  (1)
- Dania  (8)
- Francja  (22)
- Niemcy (10)
- Wielka Brytania  (23)
- Węgry  (8)
- Włochy  (11)
- Holandia  (13)
- Norwegia  (1)
- Południowa Afryka (1)
- Szwecja  (7)